# Tökös csávó 2.
A Tökös csávó 2. (eredeti cím: Bad Asses) 2014-ben bemutatott amerikai akcióvígjáték, melyet Craig Moss írt és rendezett, a Tökös csávó-filmsorozat második részeként. A főbb szerepekben Danny Trejo és Danny Glover látható.
Az Amerikai Egyesült Államokban 2014. február 17-én mutatták be. Magyarországon kizárólag DVD-n jelent meg, 2016-ban adták ki szinkronizálva .

## Cselekmény
Frank Vega szövetkezik a mogorva, öreg, agorafóbiás Bernie Pope-pal, hogy megtisztítsák Los Angeles utcáit.

## Szereplők
| Szerep             | Színész             | Magyar hang          |
| ------------------ | ------------------- | -------------------- |
| Frank Vega         | Danny Trejo         | Harsányi Gábor       |
| Bernie Pope        | Danny Glover        | Forgács Gábor        |
| Leandro Herrera    | Andrew Divoff       | Jakab Csaba          |
| Rosaria Parkes     | Jacqueline Obradors | Tarr Judit           |
| Eric               | Charlie Carver      | Ungvári Gergely      |
| Hammer             | Jonathan Lipnicki   | Hám Bertalan         |
| Malark rendőrtiszt | Patrick Fabian      | Csík Csaba Krisztián |
| Tucson             | Leon Thomas III     | Berkes Bence         |
| Diane              | Elizabeth Barondes  | Laurinyecz Réka      |
| Carmen             | Loni Love           | Tóth Szilvia         |
| Adolfó             | Ignacio Serricchio  | Posta Victor         |
| Jessica            | Sarah Dumont        | Laudon Andrea        |

## Folytatás
A filmszéria harmadik részének premierjét eredetileg 2014 decemberére tűzték ki. A Tökös csávó 3. végül pár hónapos csúszással, 2015. március 6-án jelent meg.